# Nylands lätta dragonregemente
Nylands lätta dragonregemente var ett kavalleriförband inom svenska armén som verkade i olika former åren 1791–1809. Förbandet var indelt och rekryterade i huvudsak sitt manskap från Nyland, Finland.

## Historik
Nylands lätta dragonregemente bildades 1791 som Nylands lätta dragonkår med de två skvadroner ur Nylands och Tavastehus läns kavalleriregemente som tillhört Karelska dragonkåren och de andra två skvadronerna från samma bataljon samt Kymmenegårds skvadron ur Karelska dragonkåren. Nylands lätta dragonkår var direkt underställd chefen för Nylandsbrigaden. Genom en omorganisation 1805 omorganiserades dragonkåren till Nylands lätta dragonregemente. Förbandet deltog i fälttåget 1808, men kom att upplösas genom Hans Henrik Gripenbergs kapitulation till Ryssland i Kalix den 23 mars 1809.

## Förbandschefer
- 1792–1805: Carl Johan Adlercreutz
- 1805–1809: Gustaf Fredrik von Wright

## Namn, beteckning och förläggningsort
| Nylands lätta dragonkår       | 1803-??-?? | – | 1805-??-?? |
| Nylands lätta dragonregemente | 1805-??-?? | – | 1809-03-23 |

| inget | 1803-??-?? | – | 1809-??-?? |

| okänt (F) | 1803-??-?? | – | 1809-??-?? |